# Fort Oswego

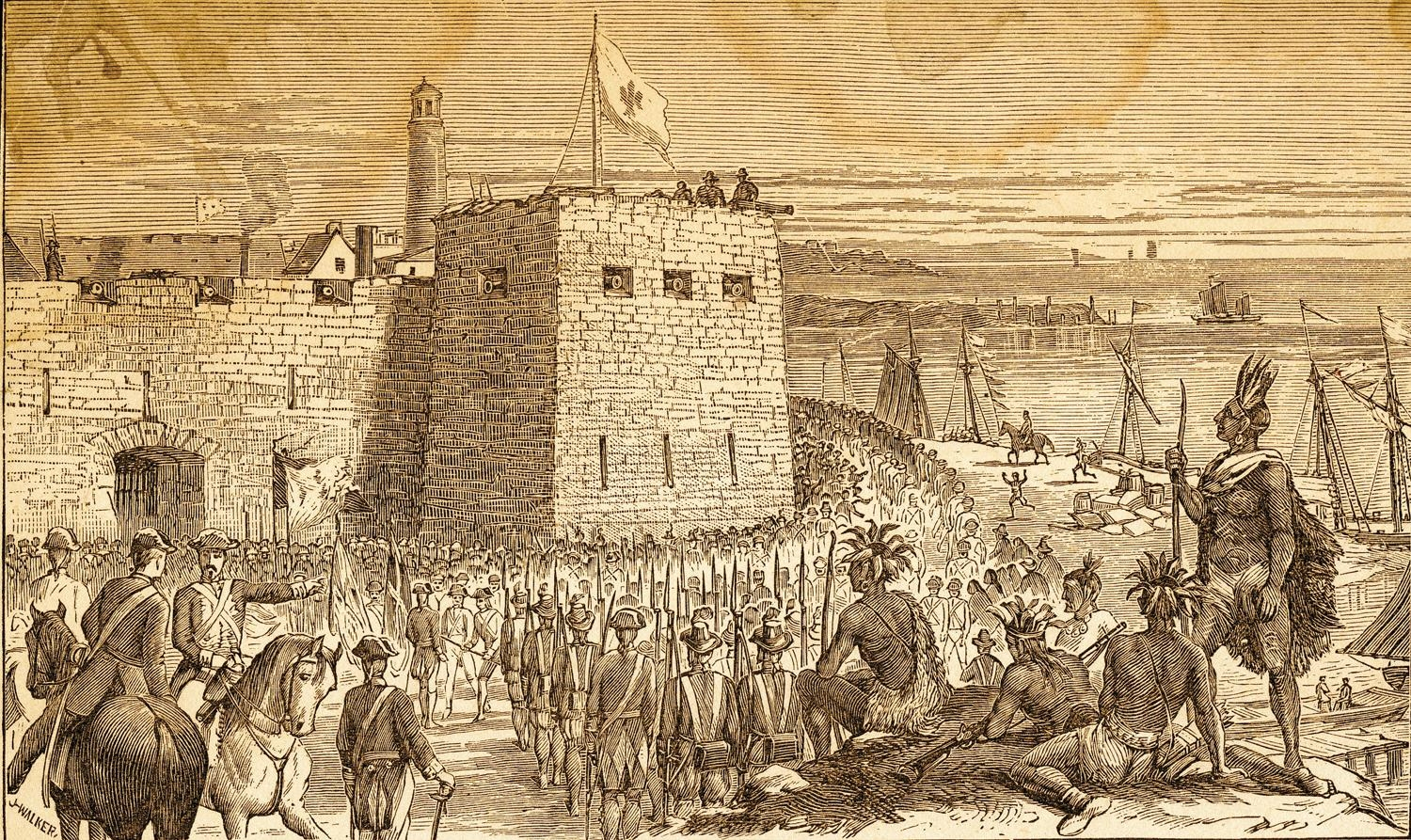
Fort Oswego

Fort Oswego (fr: Fort Chouaguen) var namnet på en skans belägen vid den nuvarande staden Oswego, New York, USA. Namnet har även använts för att benämna andra skansar vid Oswegoflodens mynning och även som en allmän beteckning på alla de försvarsverk som fanns i området. Denna artikel behandlar alla de tre försvarsverk som fanns runt den nuvarande staden Oswego.

## Fort Oswego

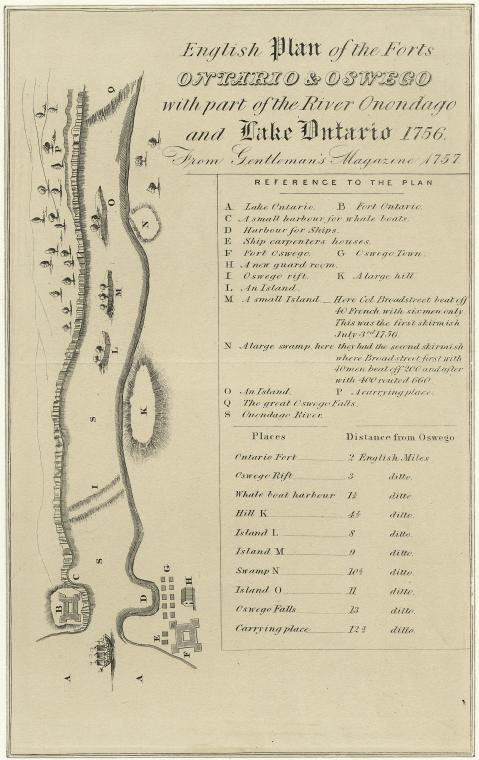

Den första försvarsverket i området anlades vid platsen för den brittisk-amerikanska handelsstation som långt senare blev till staden Oswego. Det var ett blockhus av sten uppfört 1727 under namnet Fort Burnet. En stenklädd vall anlades 1741 och hela anläggningen kallades då Fort Pepperrell. Från 1747 kallades anläggningen allmänt Fort Oswego. Under det fransk-indianska kriget togs fortet och förstördes av fransmännen 1756.

## Fort George
Ytterligare en skans, kallad Fort George, började anläggas sydväst om Fort Oswego 1755. Den ännu inte färdigställda anläggningen togs och förstördes av fransmännen samtidigt med Fort Oswego.

## Fort Ontario

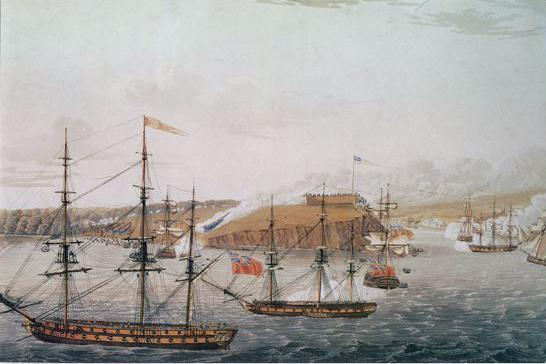
Det brittiska anfallet mot Fort Oswego (dvs. Fort Ontario) 1814.

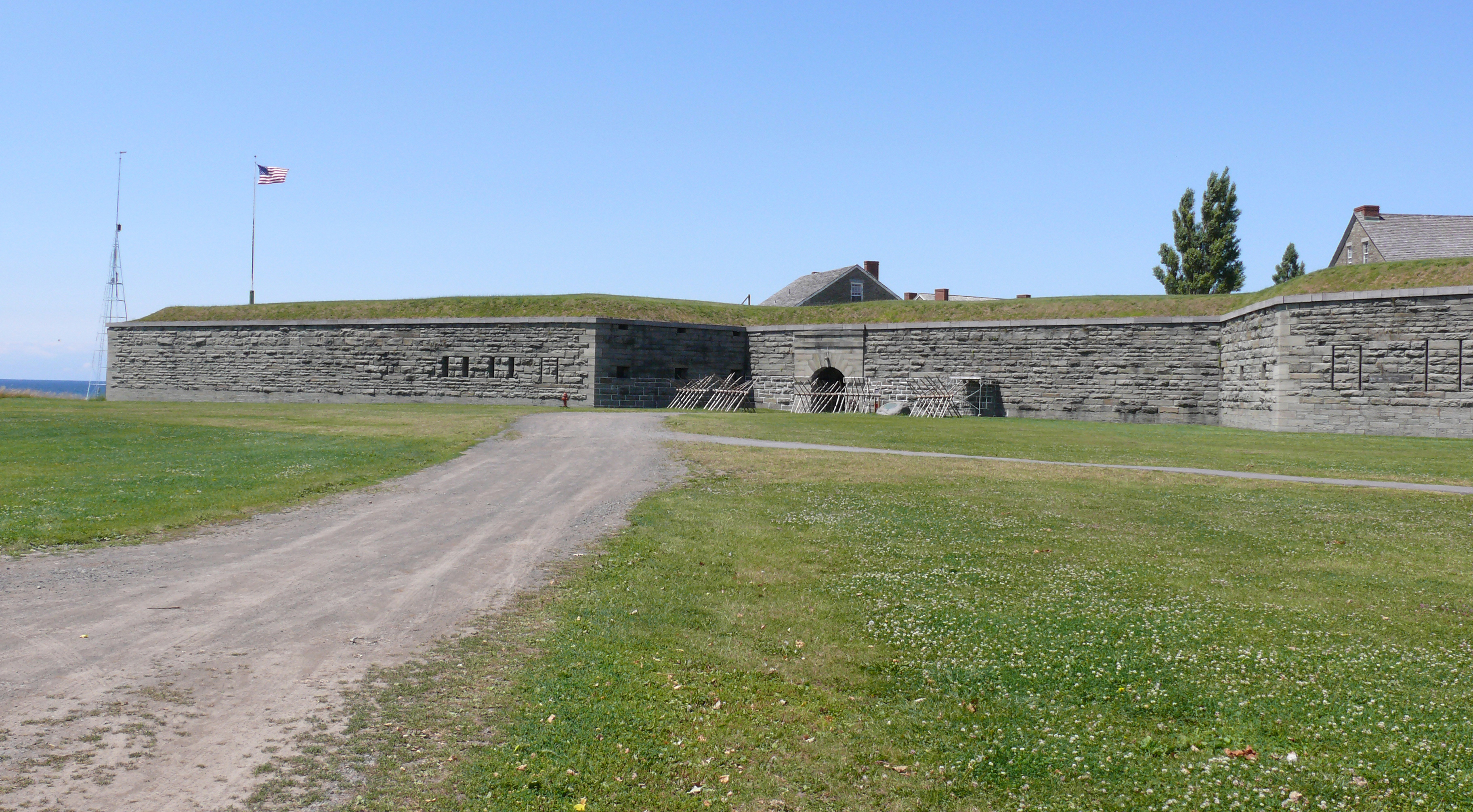
Den restaurerade gränsfästningen Fort Ontario är idag ett historiskt minnesmärke.

Skansen Fort Ontario anlades på den nordöstra sidan av Oswegoflodens mynning 1755. Denna anläggning kallades även Fort of the Six Nations eller East Fort. Även detta fort togs och förstördes av fransmännen 1756. Till skillnad från övriga fort i området så återuppbyggdes britterna detta, 1759. Det återuppbyggda fortet förstördes av kontinentalarmén 1778 sedan britterna övergivit det under det amerikanska frihetskriget. Den brittiska armén återvände och återuppbyggde anläggningen 1782. Storbritannien höll sedan fortet trots att det låg på amerikanskt territorium. Det återlämnades först efter Jay Treaty 1794. Under 1812 års krig tog britterna fortet och förstörde det 1814. En gränsfästning mot Kanada med samma namn började anläggas på platsen 1838. Under det amerikanska inbördeskriget förstärktes den med nya murar. Gränsfästningen lades ned 1901, men platsen förblev ett militär etablissemang till 1946. Idag är det ett historiskt minnesmärke.